# لوسی ویسر
لوسی ویسر (انگلیسی: Lucie Visser؛ زادهٔ ۱۸ فوریهٔ ۱۹۵۸) هنرپیشه، و مدل (شخص) اهل پادشاهی هلند است.